# Xenus II: Біле золото
Xenus II: Біле золото (англ. White Gold: War in Paradise — Біле золото: Війна в Раю) — шутер від першої особи з елементами RPG розроблений студією Deep Shadows. Видавець — Руссобит-М (на момент виходу), GFI (наразі). 23 листопада 2016 року гра стала доступна для активації для тих, хто купив її через інтернет-сервіс цифрової дистрибуції Steam.

## Сюжет
До головного героя, відставного військового Сола Майєрса (героя попередніх частин), звертається уряд США з приводу знаходження військами та поліцією складу наркотиків, виторг за які призначався для підтримки заколотників у деякій провінції N. Експерти вважають, що у справі замішані також агенти ФБР.
Сола просять вилетіти в неназвану країну в Південній Америці (південну Колумбію), щоб виявити джерело надходження цих наркотиків, «білого золота». З'ясовується, що від отруєного кокаїну померли 250 людей, а поставки, імовірно, покривало ЦРУ. Сол береться за цю справу і вирушає на архіпелаг Карибських островів, де й відбуваються основні події гри. Під час гри Маєрс пройде через низку зухвалих пригод, зустріне безліч цікавих персонажів, випробує значний парк різної техніки, розгадає кілька дивних явищ і натрапить на Інкське плем'я, яке займе в сюжеті основну роль.

## Ігровий процес
Гравець контролює Сол Майєрса у відкритому світі, виконуючи місії та досліджуючи великі території. Гра містить елементи ролевої гри, такі як покращення навичок і зброї, а також взаємодію з різними фракціями, які впливають на хід гри. Від рішень гравця залежить, як будуть розвиватися події, і які кінцеві результати він отримає. Також, одною з особливістю гри є можливість спілкуватися з будь-яким зустрічним NPC. Це необхідно як для руху за сюжетом, виконання побічних квестів та більшого поглиблення в гру та імерсивності. Ігровий GUI показує стан здоров'я героя та його кінцівок, кількість набоїв у зброї, мінікарту з компасом, а також інтерфейс швидкого доступу до зброї, аналогічно до GUI гри Deus Ex. Проходити рівні можна також і стелсом.
Гра також має елементи RPG. Розвиток певної навички залежить від частоти використання. Наприклад, щоб підвищити максимальну переносиму вагу, потрібно якомога більше ходити з важким рюкзаком, а володіння ножем залежить від його використання в сутичках із противником. Крім того, у героя є параметр втоми, алкоголізму і звикання до наркотиків і ліків. Алкоголь в Xenus не дає переваг. Напоївши Сола Майерса алкоголем героєм стає складно і неповоротно керувати. Кокаїн дещо прискорює Сола, проте всі ці ефекти швидко минають. Всі ці ефекти зберігають тривають довше, якщо не лікувати головного героя від цих хвороб у місцевих лікарів.
Особливості:
- Змішання стилів: екшен та РПГ.
- Інтерактивне середовище: гравці можуть взаємодіяти з навколишнім середовищем, використовувати різні предмети та будівлі для виконання своїх завдань.
- Абсолютна свобода дій.
- Понад 25 видів керованої техніки.
- Понад 30 видів зброї.
- Можливість покращення зброї (наприклад, встановленням коліматора).
- Отримана шкода впливає на геймплей. Наприклад, при потраплянні куль по руках герой не зможе стріляти, а при пораненні в ногу — не зможе бігати. Ліки в грі є, але їх зловживання призводить до залежності.
- Захоплюючий нелінійний сюжет.
- 8 незалежних угруповань, які то воюють одне з одним, то укладають союзи — як між собою, так і з гравцем.
- Мінливі погодні умови та час доби.
- Сотні різноманітних персонажів, від стосунків з якими залежатимуть хід і фінал гри.
- Деякі квести можуть залишитися невиконаними: наприклад — якщо вбити ватажка бандитів Хуареза, а потім узяти в падре завдання вбити Хуареза, то цей квест залишиться невиконаним, а статус цілі буде визначений як «Пішов».

Основні відмінності від Xenus: Точка кипіння
- Молодший головний герой (причина «молодості» Сола Маєрса у другій частині гри — пластична операція, про це Сол говорить одному з команданте партизан, під час сюжетної місії зі збору статуеток).
- Сон більше не відновлює здоров'я.
- Сон в машинах відсутній.
- Збільшена кількість місій.
- Для розширення можливостей гравця необхідно вибирати перки (відкриваються під час проходження).
- Покращено фізику, графіку й озвучування. Головного героя озвучує Володимир Віхров.
- Збільшено кількість зброї та водних транспортних засобів.
- Основну площу ігрового простору тепер займає вода.
- Розширено асортимент їжі та напоїв. З алкоголю додано ром, шампанське і старе вино.
- Збільшено кількість моделей NPC.

## Озброєння
Враховуйте, що зазначена кількість набоїв у цьому розділі вірна у випадку зброї без модифікацій.
- Армійський ніж KA-BAR — зброя ближнього бою.
- Colt Anaconda (Кольт Анаконда) — револьвер калібру .44 Magnum. Є у гравця з самого початку гри. Висока забійна сила робить його смертоносним у ближньому бою. Іноді цим пістолетом озброєні бандити. Має шість набоїв у барабані та довго перезаряджається.
- Обріз — улюблена зброя бандитів. Забійна сила трохи більша, ніж у Colt Anaconda. Має два набої.
- Фузея — зброя XVIII століття. Один з небагатьох засобів оборони індіанців. Потужна зброя для близьких і середніх дистанцій. Стріляє картеччю (у грі — набої для фузеї), знайти набої можна тільки в індіанців або отримати разом із самою зброєю за квестом у старого Альберто на Еспаді.
- Benelli M4 Super 90 — напівавтоматичний дробовик. Вважається гравцями найкращою зброєю для ближнього бою[2]. З одного пострілу може вбити противника. Часто зустрічається у високорангових бандитів, партизанів і офіціалів. Має вісім патронів у магазині.
- АК-47 — автомат з високою забійною силою. Має поширений в грі патрон та високу надійність. Цією зброєю часто озброєні партизани та високорангові бандити. У магазині має тридцять патронів. Можливе встановлення коліматорного прицілу.
- M4A1 — американська штурмова гвинтівка. Позиціюється як конкурент АК-47. Цей карабін має кращі, порівняно з АК, точність і дальність стрільби, але меншу надійність. Улюблена зброя офіціалів і наркомафії. У магазині двадцять патронів. Можливе встановлення прицілу зі змінною кратністю (2x-8x), аналогічного прицілу СВД.
- UZI (узі) — ізраїльський пістолет-кулемет. Зброя для ближнього бою з великою скорострільністю.
- M249 — легкий кулемет. Ідеальна зброя для придушення противника. Має високу забійну силу та великий магазин, завдяки чому виступає як ідеальне рішення для бою з великою кількістю ворогів. Для використання потрібен перк «Кулеметник».
- СПП-1М — підводний пістолет. Абсолютно безшумний і може стріляти як на суші, так і у воді. Ідеальний для прихованих операцій. Має чотири патрони в магазині.
- Снайперська гвинтівка Драгунова (СВД) — снайперська гвинтівка. Відмінна зброя для боїв на далеких дистанціях. Зручна і надійна. Має магазин на п'ять патронів.
- Арбалет — абсолютно безшумний вид зброї. Має низьку дальність стрільби та вимагає тренувань для його використання. Вкрай зручний для прихованих операцій. Однозарядний.
- M79 — гранатомет часів Війни у В'єтнамі. Вимагає тренувань для використання. Зручний проти легкої техніки та великих скупчень супротивників.
- РПГ-18 — одноразовий реактивний гранатомет. Використовується для знищення техніки та укріплень. Для використання потрібен перк «Гранатометник».
- ПЗРК «Ігла» — переносний зенітно-ракетний комплекс, єдине призначення якого — знищення авіації. Для використання потрібен перк «Гранатометник».
- Ф1 — радянська ручна осколкова граната. Зручна проти великих скупчень ворогів.
- Протитанкова граната — радянська протитанкова граната часів Великої Вітчизняної війни. Зручна як проти техніки, так і проти скупчень ворогів. Також може використовуватись для зачистки приміщень.
- Банка з варенням — банка із зіпсованим липким варенням. При використанні приверне хмару диких, отруйних комах.

## Фракції
- Цивільні — це мирні жителі. Відомі з попередньої частини гри, нікого не чіпають, поки на них не нападають.
- Офіціали — урядові війська. Налаштовані проти бандитів, наркомафії та партизанів. Добре озброєні та мають військову техніку.
- Партизани — революційні комуністичні війська. Зневажають наркомафію, також ворогують із бандитами та офіціалами. Озброєні здебільшого зброєю радянського виробництва.
- Наркомафія — наркоторговці та контрабандисти. Знаходяться на Еспаді та Баллені. Мають важке озброєння західного виробництва.
- Індіанці — мирне і нейтральне угруповання. Зустрічаються в одній із сюжетних місій. Озброєні традиційною аборигенською зброєю та арбалетами.
- Бандити — розбійники, вимагачі та мародери. Мають велику базу на Еспаді та володіють борделем на Баллені.
- ЦРУ — нейтральне угруповання, зібране з меншої кількості людей, мають свого представника на Баллені та групу людей на Еспаді. По ходу гри зустрічаються рідко.
- Невідомі — Парамілітарес, так звані «Чистильщики» або «Ескадрони смерті». Із самого початку гри вороги. Садисти та вбивці, для яких немає нічого святого. Навіть бандити та наркоторговці зневажають парамілітарес за їхні безпринципні звірячі методи. Парамілітарес нападають на мирних громадян і, зустрівши офіціалів або партизанів, тікають.
- Індіанці-культисти — фракція, що зберігає культ та історію. Винуватці історії з отруєним кокаїном, по поведінці агресивні. Озброєні кустарною зброєю власного виробництва, а також мушкетами XVII століття, але через те, що вживають кокаїн, більш стійкі до пошкоджень.
- Відморозки — охороняють особистий острів і не хочуть його віддавати. Зустрічаються відморозки рівнем від звичайних юнітів до «еліти» в бронежилетах. Непогано озброєні та мають особисту ЗРК на острові;
- Вандали — з'являються при проходженні місій за бандитів і за цивільних на Еспаді.

## Версія для XBOX 360
Гру створювали й на XBOX 360 (про це свідчать файли та папки з грою), тому у версії в грі є можливість керувати геймпадом під час діалогів і торгівлі. На самому початку розробки Deep Shadows оголосили про те, що придбали ліцензію для розробки ігор для XBOX 360, але видавця на XBOX 360 так і не знайшли, а випускати незакінчений проєкт Xenus 2 ніхто не погодився. На доопрацювання фінансів не вистачало, тому вихід Xenus 2 на цю платформу було скасовано.

## Чутки
Після виходу гри інтернетом ходила думка, що кінцівка XENUS 2 була іншою. В цій кінцівці герой знаходить літаючу тарілку і відлітає на ній. За задумкою ця кінцівка б була початком гри «Предтечі».
Ця «літаюча тарілка» є моделлю малого космічного корабля з гри «Предтечі». Використовувалася в грі як пасхалка, і відсилання до іншої гри компанії Deep Shadows. Побачити його можна, якщо на самому початку гри поговорити з Мешканцем, що стоїть поруч із «Каменем для прогнозування». Досить просто подивитися вгору відразу після закінчення розмови.
Жодних вирізаних катсцен, де також могла використовуватися ця модель літального апарата, або інший об'єкт, що підходить під опис НЛО, не було виявлено в ресурсах гри. Тому наразі цю чутку не підтверджено.

## Відгуки
Xenus II: Біле золото отримала змішані відгуки критиків, які відзначили багатий відкритий світ і цікаву історію, але критикували технічні недоліки та баги. Попри змішані відгуки, Xenus II: Біле золото знайшла свою аудиторію серед фанатів жанру ігор з відкритим світом. Гра стала культовою для деяких гравців завдяки своїй глибині і нелінійному підходу до проходження.
| Видання     | Оцінка |
| ----------- | ------ |
| Домашний ПК | 3/5    |